# بروس بودرو
بروس بودرو هو لاعب هوكي جليد كندي، ولد في 9 يناير 1955 في تورونتو في كندا.

## وصلات خارجية
- بروس بودرو على موقع دوري الهوكي الوطني (الإنجليزية)
- بروس بودرو على موقع قاعة مشاهير الهوكي (لاعب أن.إتش.أل) (الإنجليزية)
- بروس بودرو على موقع EliteProspects.com (الإنجليزية)
- بروس بودرو على موقع Eurohockey.com (الإنجليزية)
- بروس بودرو على موقع HockeyDB.com (الإنجليزية)
- بروس بودرو على موقع Hockey-Reference.com (الإنجليزية)
- بروس بودرو على موقع IMDb (الإنجليزية)
- بروس بودرو على موقع قاعدة بيانات الفيلم (الإنجليزية)